# Seznam dílů seriálu Graceland
Toto je seznam dílů seriálu Graceland. Graceland je americký kriminální seriál od tvůrce Jeffa Eastina. Seriál měl premiéru dne 6. června 2013 na USA Network. V Česku měl premiéru 26. září 2014 na stanici Prima Cool. Příběh pojednává o skupině agentů z různých donucovacích orgánů ve Spojených státech, včetně DEA, FBI a ICE, kteří spolu žijí v Jižní Kalifornii ve zkonfiskovaném domě známém jako „Graceland.“ Je k nim přiřazen nováček Mike Warren, aby zde pokračoval po svém úspěšném studiu na akademii.

## Přehled řad
| Řada | Díly | Premiéra v USA  | Premiéra v USA | Premiéra v ČR   | Premiéra v ČR     |
| Řada | Díly | První díl       | Poslední díl   | První díl       | Poslední díl      |
| ---- | ---- | --------------- | -------------- | --------------- | ----------------- |
| 1    | 12   | 6. června 2013  | 12. září 2013  | 26. září 2014   | 7. listopadu 2014 |
| 2    | 13   | 11. června 2014 | 10. září 2014  | nebylo vysíláno | nebylo vysíláno   |
| 3    | 13   | 25. června 2015 | 17. září 2015  | nebylo vysíláno | nebylo vysíláno   |

## Seznam dílů

### První řada (2013)
| Č. v seriálu | Č. v řadě | Původní název   | Český název          | Režie              | Scénář                            | Premiéra v USA    | Premiéra v ČR     |
| ------------ | --------- | --------------- | -------------------- | ------------------ | --------------------------------- | ----------------- | ----------------- |
| 1            | 1         | Graceland       | Graceland            | Russell Lee Fine   | Jeff Eastin                       | 6. června 2013    | 26. září 2014     |
| 2            | 2         | Guadalajara Dog | Guadalajara Dog      | Russell Lee Fine   | Jeff Eastin                       | 13. června 2013   | 3. října 2014     |
| 3            | 3         | Heat Run        | Neberte si to osobně | Renny Harlin       | Stephen Godchaux                  | 20. června 2013   | 3. října 2014     |
| 4            | 4         | Pizza Box       | Zelená láska         | Sanford Bookstaver | Daniel Shattuck, Kiera Morrisette | 27. června 2013   | 10. října 2014    |
| 5            | 5         | O-Mouth         | Pusa do O            | Renny Harlin       | Matthew Negrete                   | 11. července 2013 | 10. října 2014    |
| 6            | 6         | Hair of the Dog | Skoro celá pravda    | David Straiton     | Andrew Colville                   | 18. července 2013 | 17. října 2014    |
| 7            | 7         | Goodbye High    | Dávka na rozloučenou | Russell Lee Fine   | Joe Henderson                     | 25. července 2013 | 17. října 2014    |
| 8            | 8         | Bag Man         | Muž s taškou         | Renny Harlin       | Ryan Scott                        | 8. srpna 2013     | 24. října 2014    |
| 9            | 9         | Smoke Alarm     | Skrytá kamera        | Paul Holahan       | Aaron Fullerton                   | 15. srpna 2013    | 24. října 2014    |
| 10           | 10        | King's Castle   | Královský hrad       | Charlotte Sieling  | Daniel Shattuck                   | 22. srpna 2013    | 31. října 2014    |
| 11           | 11        | Happy Endings   | Šťastné konce        | Sanford Bookstaver | Joe Henderson, Andrew Colville    | 5. září 2013      | 31. října 2014    |
| 12           | 12        | Pawn            | Zástava              | Russell Lee Fine   | Jeff Eastin                       | 12. září 2013     | 7. listopadu 2014 |

### Druhá řada (2014)
| Č. v seriálu | Č. v řadě | Původní název       | Režie              | Scénář                          | Premiéra v USA    |
| ------------ | --------- | ------------------- | ------------------ | ------------------------------- | ----------------- |
| 13           | 1         | The Line            | Russell Lee Fine   | Jeff Eastin                     | 11. června 2014   |
| 14           | 2         | Connects            | Stephen Surjik     | David Simkins                   | 18. června 2014   |
| 15           | 3         | Tinker Bell         | Sheree Folkson     | Daniel Shattuck                 | 25. června 2014   |
| 16           | 4         | Magic Number        | Marc Roskin        | Aaron Fullerton                 | 9. července 2014  |
| 17           | 5         | H-A-Double-P-Y      | Sanford Bookstaver | Ryan Scott                      | 16. července 2014 |
| 18           | 6         | The Unlucky One     | David Barrett      | William Rotko                   | 23. července 2014 |
| 19           | 7         | Los Malos           | Sanford Bookstaver | Carla Ching                     | 30. července 2014 |
| 20           | 8         | The Ends            | Alrick Riley       | David Simkins                   | 6. srpna 2014     |
| 21           | 9         | Gratis              | Larry Teng         | Daniel Shattuck                 | 13. srpna 2014    |
| 22           | 10        | The Head of the Pig | Larysa Kondracki   | Aaron Fullerton a Mike Goldberg | 20. srpna 2014    |
| 23           | 11        | Home                | Duane Clark        | Ryan Scott a Chris Masi         | 27. srpna 2014    |
| 24           | 12        | Echoes              | Russell Lee Fine   | Daniel Shattuck a William Rotko | 3. září 2014      |
| 25           | 13        | Faith 7             | Russell Lee Fine   | Daniel Shattuck                 | 10. září 2014     |

### Třetí řada (2015)
| Č. v seriálu | Č. v řadě | Původní název       | Režie            | Scénář                            | Premiéra v USA    |
| ------------ | --------- | ------------------- | ---------------- | --------------------------------- | ----------------- |
| 26           | 1         | B-Positive          | Larry Teng       | Jeff Eastin                       | 25. června 2015   |
| 27           | 2         | Chester Cheeto      | Larry Teng       | Daniel Shattuck                   | 2. července 2015  |
| 28           | 3         | Sense Memory        | Duane Clark      | Derek Simon                       | 9. července 2015  |
| 29           | 4         | Aha                 | Doug Hannah      | Jason Ganzel                      | 16. července 2015 |
| 30           | 5         | Piñon Tree          | Duane Clark      | Chris Masi                        | 23. července 2015 |
| 31           | 6         | Buto Ijo            | Scott Peters     | Andy Black                        | 30. července 2015 |
| 32           | 7         | Bon Voyage          | Maja Vrvilo      | Matt MacLeod                      | 6. srpna 2015     |
| 33           | 8         | Savior Complex      | Timothy Busfield | Jessica Brickman                  | 13. srpna 2015    |
| 34           | 9         | Hand of Glory       | Stephen Surjik   | AJ Marechal a Eddie Serrano       | 20. srpna 2015    |
| 35           | 10        | Master of Weak Ties | Lucy Liu         | Jason Ganzel a Matt MacLeod       | 27. srpna 2015    |
| 36           | 11        | The Wires           | Mary Harron      | Daniel Shattuck a Samantha Rifkin | 3. září 2015      |
| 37           | 12        | Dog Catches Car     | Larry Teng       | Daniel Shattuck                   | 10. září 2015     |
| 38           | 13        | No Old Tigers       | Larry Teng       | Jeff Eastin a Daniel Shattuck     | 17. září 2015     |